# Liste der Monuments historiques in Hédé-Bazouges
Die Liste der Monuments historiques in Hédé-Bazouges führt die Monuments historiques in der französischen Gemeinde Hédé-Bazouges auf.

## Liste der Bauwerke
| Bezeichnung                 | Beschreibung | Standort               | Kennzeichnung | Schutzstatus | Datum | Bild           |
| --------------------------- | ------------ | ---------------------- | ------------- | ------------ | ----- | -------------- |
| Steinreihe von Bringuerault |              | (Lage)                 | PA00090506    | Inscrit      | 1971  | weitere Bilder |
| Schloss                     |              | (Lage)                 | PA00090599    | Inscrit      | 1926  | weitere Bilder |
| Kirche Notre-Dame           |              | Rue de l’Église (Lage) | PA35000080    | Inscrit      | 2017  | weitere Bilder |

## Liste der Objekte

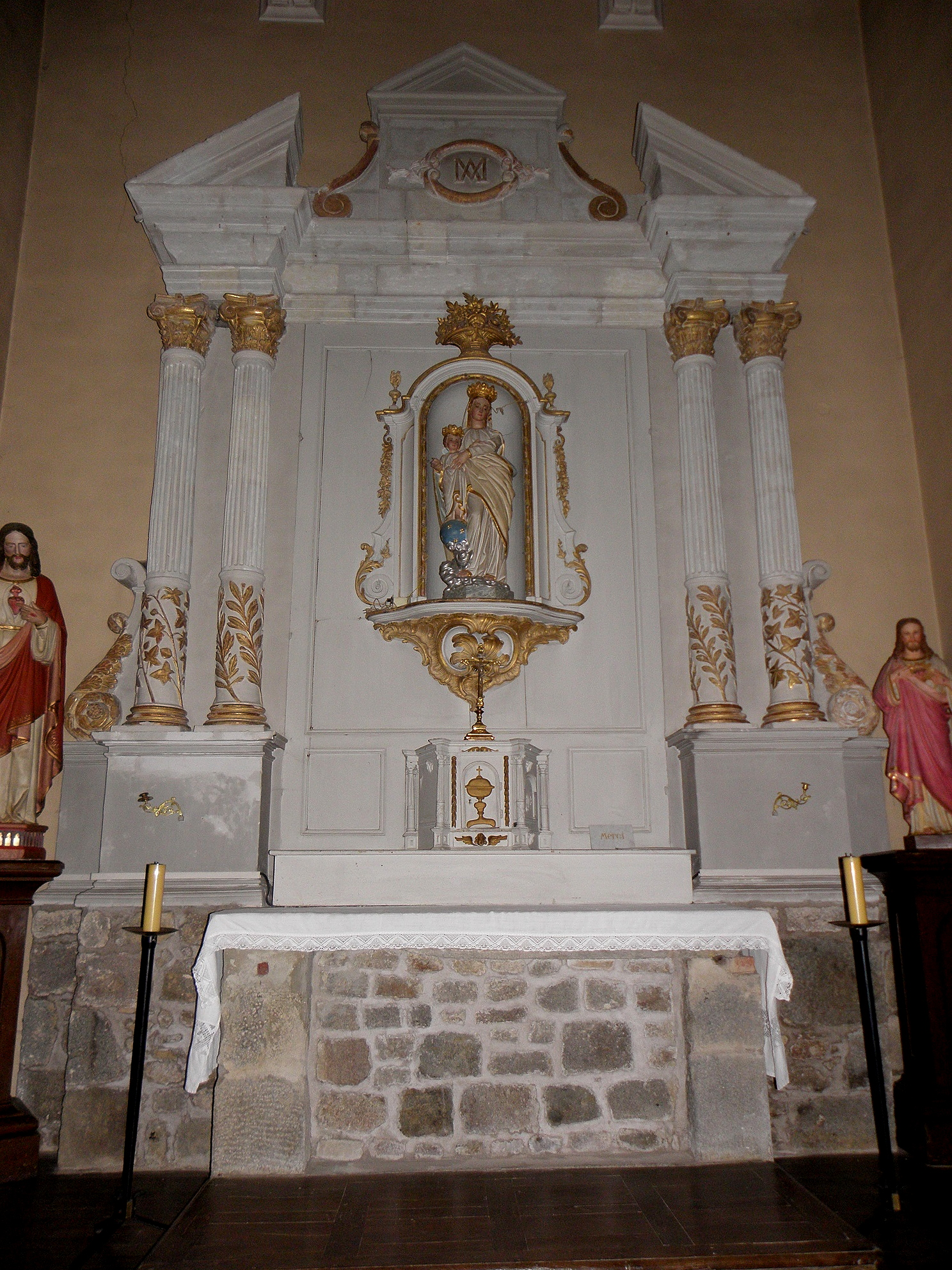
Retabel mit Skulptur Madonna und Kind (17. Jahrhundert) in der Kirche Notre-Dame

- Monuments historiques (Objekte) in Hédé-Bazouges in der Base Palissy des französischen Kultusministeriums